# Chiesa di San Mattia (Roma)
La chiesa di San Mattia è una chiesa di Roma, nel quartiere Monte Sacro Alto, in via Corrado Alvaro.

## Storia
È stata costruita nel XX secolo su progetto dell'architetto Ignazio Breccia: la posa della prima pietra avvenne l'11 maggio 1968, mentre il 22 novembre 1969 fu inaugurata da monsignor Ugo Poletti. La chiesa è stata consacrata solamente il 16 dicembre 1978 dallo stesso Poletti.
La chiesa è sede parrocchiale, eretta il 18 giugno 1964 con il decreto del cardinale vicario Clemente Micara "Paulus Div. Prov. Papa VI".

## Descrizione

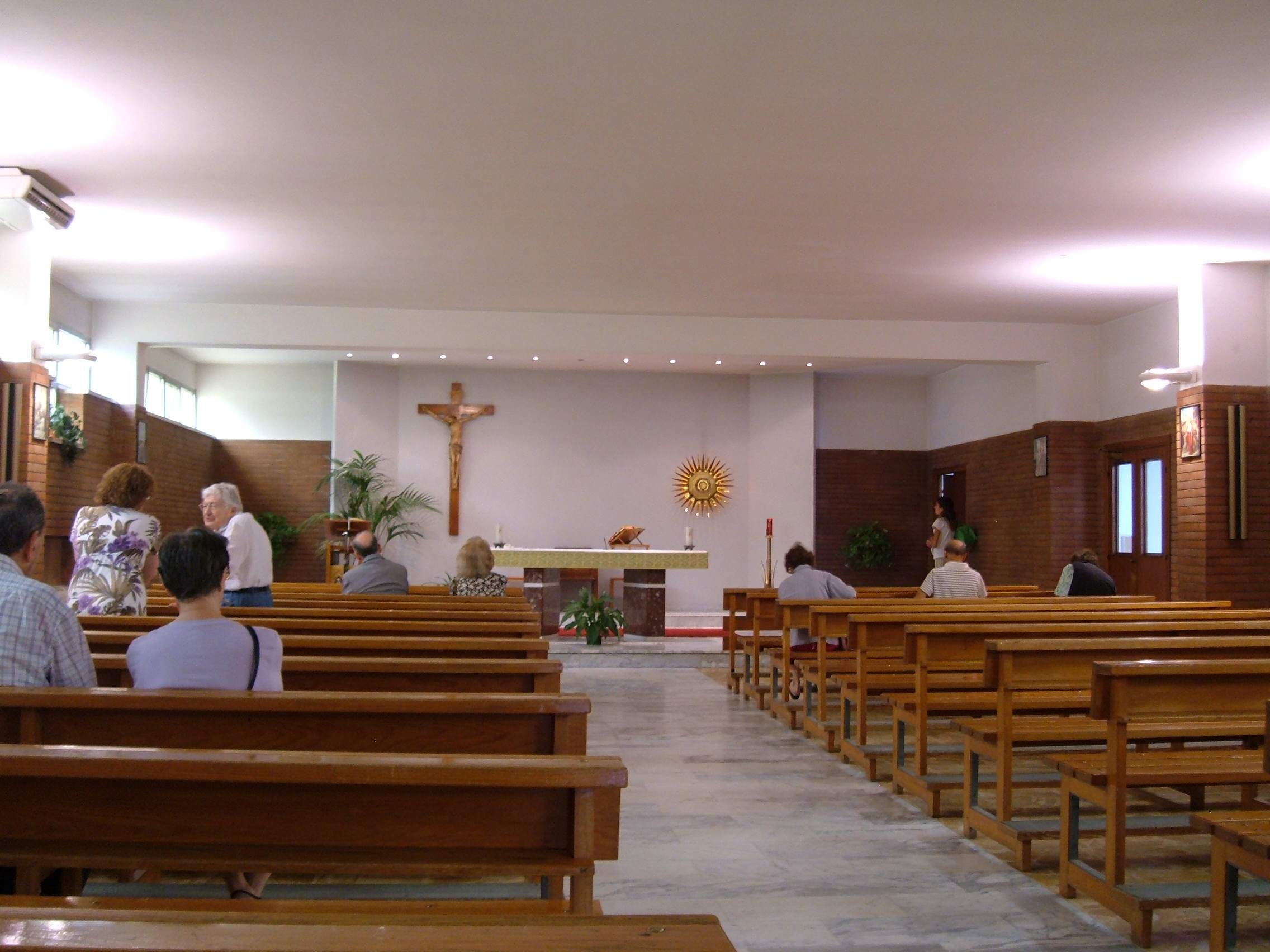
L'interno

L'edificio è a pianta centrale; caratteristico è il pavimento fatto di sampietrini (blocchi cubici di porfido), che richiamano la pavimentazione stradale del centro storico della città. L'ambiente converge verso l'altare in marmo, il tabernacolo a forma di oliva, ed un grande Crocifisso di bronzo. Nel soffitto sono presenti sette scanalature convergenti verso il presbiterio, ad indicare i sette sacramenti.
Nel complesso parrocchiale esiste un altro luogo di culto, utilizzato come cappella feriale.